# Karol Ludwik Agricola

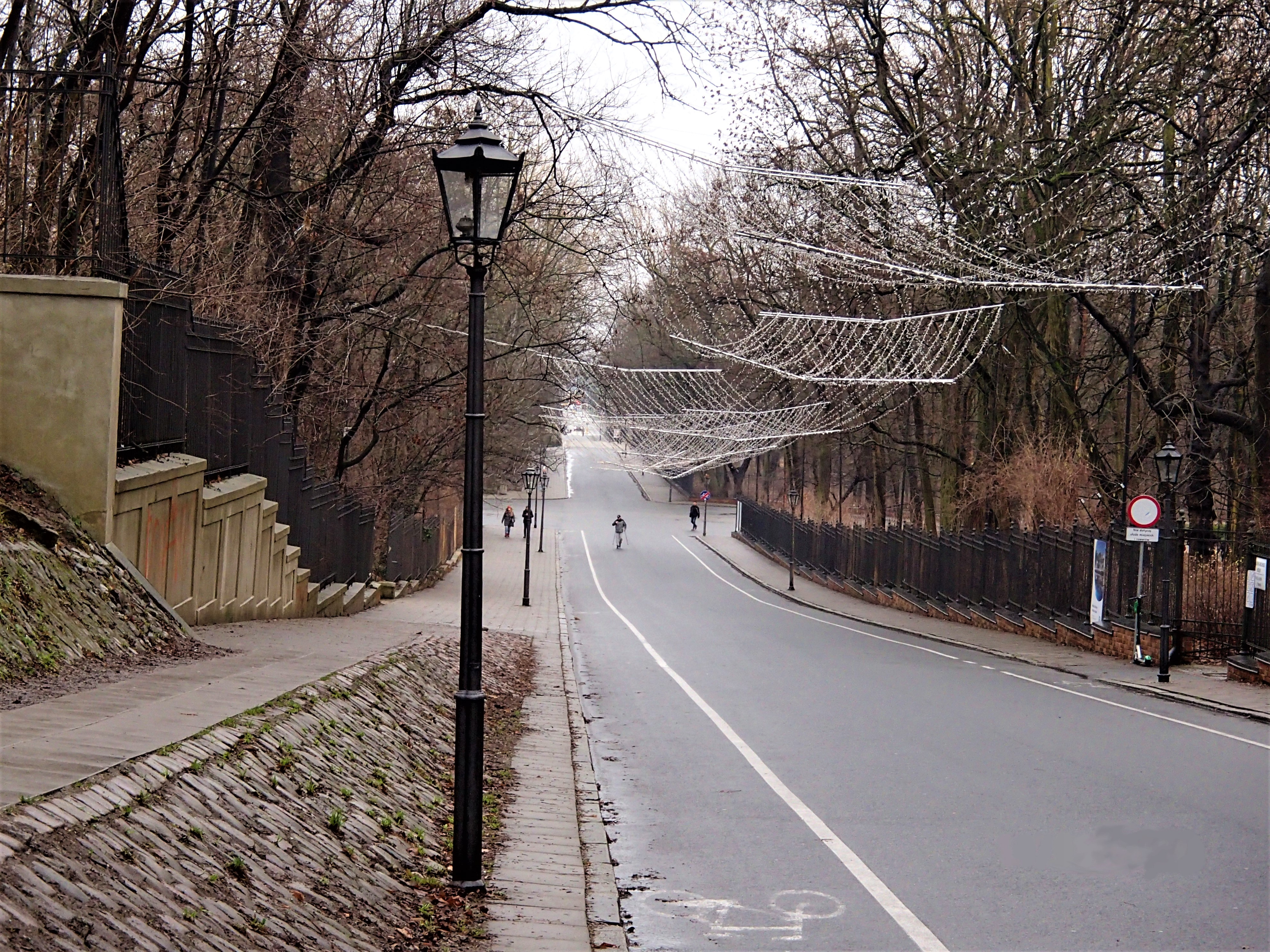
Latarnie gazowe przy ul. Agrykola

Karol Ludwik Agricola – żyjący w XVIII wieku inżynier wojskowy. 
Agricola był nadwornym budowniczym króla Polski, Stanisława Augusta Poniatowskiego i kapitanem Korpusu Inżynierów Koronnych.
Projektował i budował urządzenia hydrotechniczne (m.in. system wodno-melioracyjny warszawskiego, prace plantacyjne, nasadzenia w Parku Łazienkowskim, w latach 1773–1779) oraz drogi (m.in. drogę do Łazienek w sztucznym wąwozie, dziś, tzw. "Agrykolę").
Wzdłuż ulicy jego projektu i imienia – Agrykoli – działa zachowana i sprawna instalacja oświetlenia gazowego.